# Coleocarya
Coleocarya  es un género monotípico de plantas herbáceas perteneciente a la familia Restionaceae. Su única especie: Coleocarya gracilis S.T.Blake, Proc. Roy. Soc. Queensland 54: 76 (1943), es originaria del este de Australia desde Queensland hasta Nueva Gales del Sur.